# Rumi (Dichter)

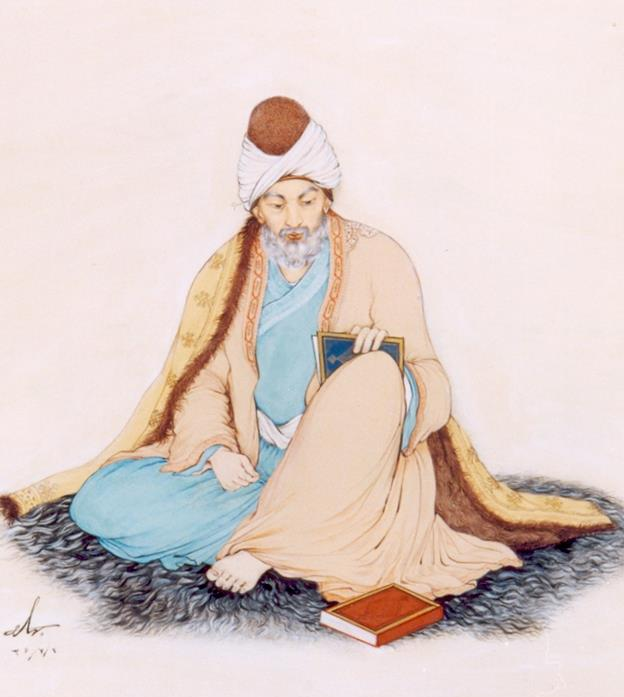
Maulana, Malerei, Hossein Behzad, 1957

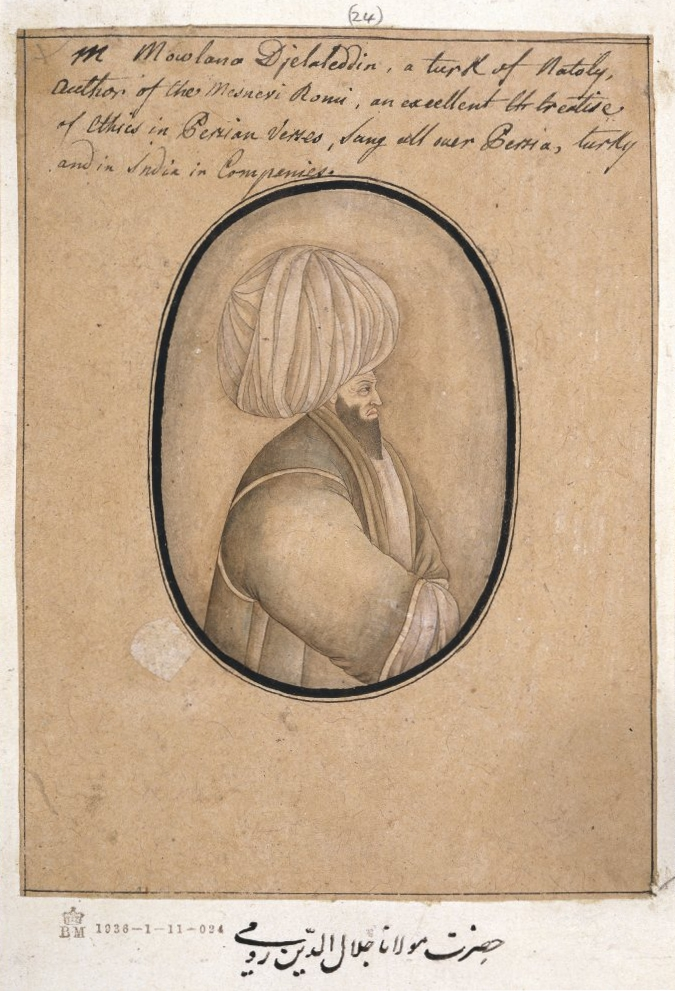
Eine Darstellung aus dem 19. Jahrhundert

Dschalāl ad-Dīn Muhammad Rūmī – kurz Rumi genannt – (Gesamtname persisch جلال الدین محمد بن شيخ بهاء الدين محمد بن حسين بلخى رومی, DMG Ǧalāl ad-Dīn Muḥammad b. Šaiḫ Bahā' ad-Dīn Muḥammad b. Ḥusain-i Balḫī-yi Rūmī), im Persischen meist Maulawī (مولوی) genannt (geboren am 30. September 1207 in Balch, heute in Afghanistan, oder Wachsch bei Qurghonteppa, heute in Tadschikistan; gestorben am 17. Dezember 1273 in Konya), war ein persischer Sufi-Mystiker, Gelehrter und einer der bedeutendsten persischsprachigen Dichter des Mittelalters. Von seinen Anhängern, insbesondere den Derwischen, erhielt er den Beinamen Maulana (arabisch مولانا, DMG Maulānā, „unser Herr/Meister“, von arabisch Maulā, türkische Schreibweise Mevlânâ, anderswo vereinfacht Mevlana). Nach ihm ist der Mevlevi-Derwisch-Orden benannt. 
Rumis Werke werden heute in ihrer Originalsprache im gesamten Großraum Iran und in der persischsprachigen Welt gelesen. Seine Gedichte wurden später in viele Sprachen der Welt übersetzt und in verschiedene Formate übertragen. Rumi wurde als der „populärste Dichter“ bezeichnet, ist in der Türkei, Aserbaidschan und Südasien sehr beliebt und wurde in den Vereinigten Staaten zum meistverkauften Dichter.

## Leben

Territoriale Expansion des mongolischen Reiches von 1206 bis 1294 und Verluste der Goldenen Horde zwischen 1279 und 1294.

Rumis Vater, Baha ad-Din Walad, war ein angesehener Theologe in der historischen Region Chorasan, der bei der Geburt seines Sohnes entweder in Balch südlich des Amudarja oder in dem kleinen Ort Wachsch (Lewkand) nördlich des Flusses lebte und dessen spirituelle Linie auf Ahmad Ghazali zurückgeführt wird; sein Großvater väterlicherseits, Husain, war ein bekannter Gelehrter. Einer frühen und legendenhaften Biografie zufolge soll seine väterliche Abstammung auf den Kalifen Abu Bakr zurückzuführen sein, während seine Mutter, Mu'mina, die Tochter des Choresm-Schahs Muhammad II. gewesen sein soll.

Seldschuken-Sultanat Rum, mit Grenzen ab dem Jahre 1190. Diese Karte zeigt auch Orte folgender Schlachten:
Schlacht von Dorylaeum, 1097; Schlacht von Myriokephalon, 1176; Belagerung von Antalya, 1207

### Kindheit und Jugend
Als Rumi noch ein Kind war, fielen die Mongolen unter Dschingis Khan im Jahr 1219 in Balch ein. Das hatte sein Vater vorausgesehen, da der Choresm-Schah einige Kaufleute der Mongolen töten ließ und ein Racheakt zu befürchten war. So hatte er mit seiner Familie die Gegend schon verlassen, um nach Mekka zu pilgern. Auf dem Weg dorthin trafen sie in Nischapur auf den bekannten Sufi Farid ad-Din Attar, der zu jenem Zeitpunkt bereits ein alter Mann war.
Im Anschluss an die Pilgerfahrt nach Mekka machte sich die Familie auf den Weg nach Anatolien (Rūm, daher der Beiname Rūmī), das damals von den Rum-Seldschuken beherrscht wurde. Während eines Aufenthalts in Laranda, dem heutigen Karaman, starb Dschalal ad-Dins Mutter; ihr Grab ist bis heute ein Wallfahrtsort. Daraufhin zog die Familie nach Konya. Dort heiratete Dschalal ad-Din seine erste Frau Gauhar-Hatun (auch Dschauhar Chatun), die ebenfalls aus dem Osten geflüchtet war. Im Jahre 1221 kam ihr erster Sohn Walad zur Welt.
Im Jahre 1225 heiratete Rumi nach dem Tod seiner ersten Frau seine zweite Ehefrau Kira Chatun, die einer christlichen Familie entstammte; sie hatten zusammen zwei Kinder.

### Ausbildung
Der Seldschuken-Sultan Ala ad-Din Kai-Qubad I., der in der nahegelegenen Stadt Konya residierte, hörte 1228 von Baha ad-Din Walads neuem Aufenthaltsort. Weil er die Wissenschaften und die Philosophie schätzte und förderte, schrieb er an ihn, um ihm einen Wohnsitz und einen Lehrstuhl an der Madrasa (Universität) von Konya anzubieten. Dschalal ad-Din studierte dort unter seinem Vater islamische Wissenschaften und übernahm nach dessen Tod im Jahr 1230 oder 1231 seinen Lehrstuhl.

### Lebensweg

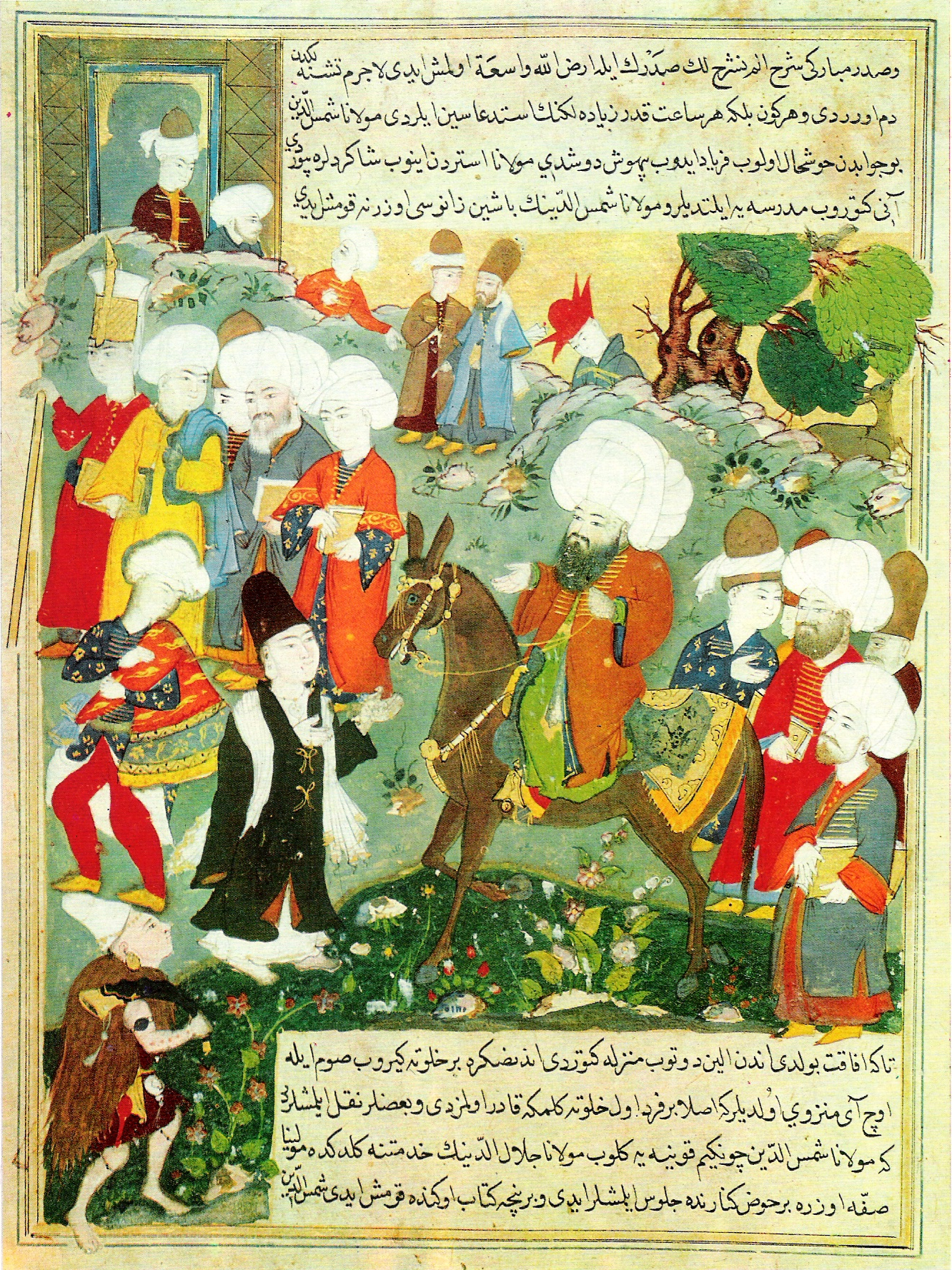
Erstes Zusammentreffen von Rumi (reitend) und Schams-e Tabrizi (im dunklen Derwischgewand). Türkische Miniatur um 1600

In den Sufismus wurde er von einem Murschid namens Sayyid Burhanuddin Muhaqqiq Tirmidhi eingeführt. Gemeinsam reisten sie nach Aleppo und Damaskus, wo sie Ibn Arabi aus Spanien (Murcia), einem einflussreichen Sufi-Meister, begegnet sein sollen.
Als Gelehrter erlangte Maulana Dschalal ad-Din (Rumi) große Berühmtheit, und er lebte und handelte, wie es sich für einen gestandenen und hochangesehenen Gelehrten traditionell gehörte. Erst als er 1244 in Konya auf den Derwisch Schams-e Tabrizi (auch bekannt als Schamsuddin Tabrizi) traf, änderte sich sein Leben von Grund auf. Schams-e Tabrizi war selber ein Schüler von Hadschi Baktasch Wali, der zur selben Zeit lebte. Schams war eine starke Persönlichkeit, ausgestattet mit großen spirituellen Fähigkeiten. Die spirituelle Bindung zwischen den beiden Freunden wurde so stark, dass Maulana (Rumi) der Welt zeitweilig entsagte, um sich ganz den Geheimnissen des Freundes zu verschreiben.
Nachdem die Eifersucht und der Neid vieler einflussreicher Konyaer zu groß geworden war, floh Schams aus der Stadt. Rumis Trauer war groß, bis Schams eines Tages zurückkehrte. Vermutlich weil die Situation nach einiger Zeit wieder ebenso unerträglich wurde wie vorher, verschwand Schams für immer. Es wird heute angenommen, dass er ermordet wurde. Die Sehnsucht nach dem Freund inspirierte Maulana Dschalal ad-Din (Rumi) zu dem bis heute nachgeahmten Reigentanz und zum Dichten seiner ebenfalls bis heute vielzitierten Verse.

### Mausoleum

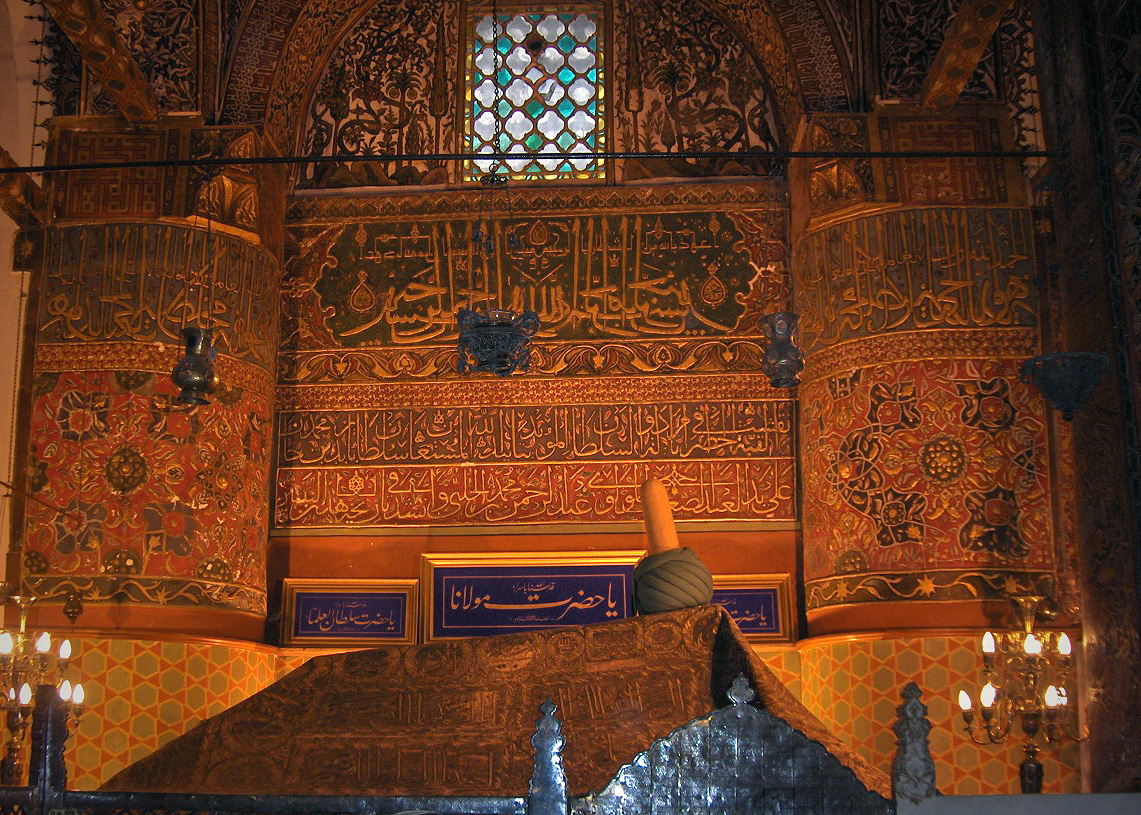
Rumi-Grab in Konya

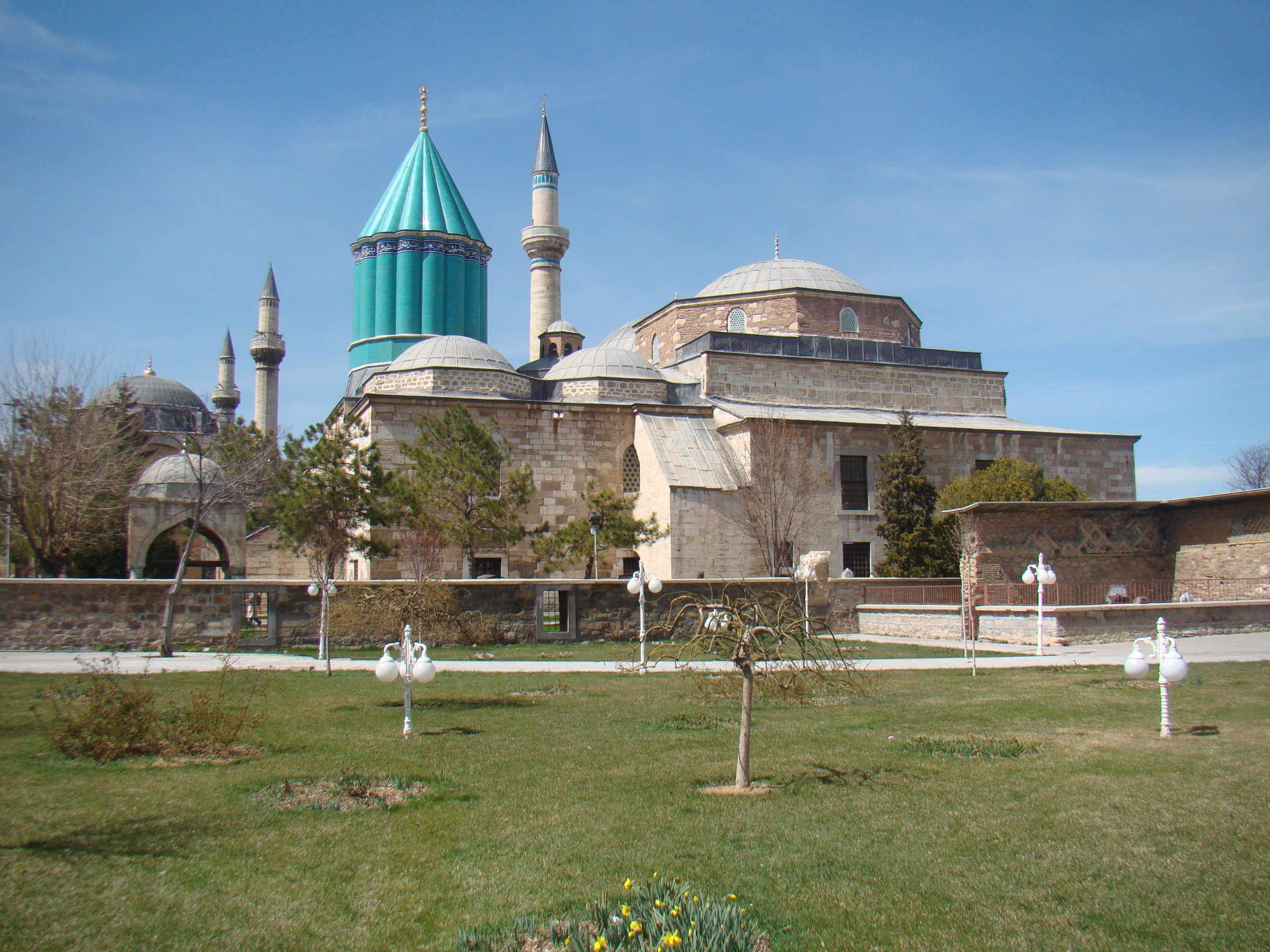
Mevlana-Museum und Rumi-Grab in Konya

Nach seinem Tod wurde Maulana Dschalal ad-Din in einem Mausoleum beigesetzt, das dem Maulawi-Orden (Türkisch: Mevlevi) daraufhin ebenfalls als Versammlungsort (Tekke) diente. Dieses Mausoleum ist seitdem das Wahrzeichen von Konya und dient bis in die heutige Zeit als Wallfahrtsort gläubiger Muslime und der Anhänger Maulanas. Als Atatürk am 2. September 1925 im Zuge der Säkularisierung öffentliche religiöse Handlungen verbot, war auch der Mevlevi-Orden davon betroffen. Trotzdem verlor Dschalal ad-Dins Grab nicht an Bedeutung. In der breiten Bevölkerung ist es Brauch, nach dem Besuch des Mausoleums, das von der türkischen Regierung zu einem Museum umgewandelt wurde, kleine Amulette in Form des Grabmals zu kaufen.
Sein Todestag, der 17. Dezember, wird traditionell mit dem şeb-i âruz (persisch شب عروسى, DMG šab-i ʿarūsī, ‚Hochzeitsnacht‘) begangen; Rumi bezeichnete seinen Todestag nämlich als große Hochzeit, da er an diesem mit Gott vereint sein würde. Die Feierlichkeiten finden in Konya statt.

## Werke
- Rūmīs wichtigstes poetisches Werk ist sein 25.700 Verszeilen umfassender Mathnawi mit dem Titel Masnawī-yi Maʿnawī („Geistige Zweizeiler“). Mit Bezug auf dieses Werk soll der Mystiker Dschami über Maulana gesagt haben: „Er ist kein Prophet, und doch hat er ein Buch?“.[8] Kamāl ad-Dīn Husain ibn-i Hasan-i Chārazmī (gest. ca. 1436) verfasste zu diesem Werk einen Kommentar mit dem Titel Ǧawāhir al-asrār wa-zawāhir al-anwār[9], der 2005 in Teheran von Muhammad Dschawād Scharīʿat in vier Bänden herausgegeben wurde.

- Ein weiteres Hauptwerk Maulanas ist der Diwan-e Schams-e Tabrizi (Der Diwan von Schams-e Tabrizi; Schams-ad Din = Sonne des Glaubens), der 35.000 Zeilen enthält. Dieser entstand in einem Zeitraum von 30 Jahren, vom Verschwinden Schams-e Tabrizis bis zu Maulanas Tod im Jahr 1273 in Konya. Verglichen mit dem eher nüchternen Mathnawi gibt der Diwan deutlicher das Gefühl der mystischen Trunkenheit wieder. Diesem Werk entstammt auch das Gedicht Man-o To („Ich und Du“).

- Vergleichbar mit dem Mathnawi ist die Prosasammlung Fihi ma fihi (wörtl. Darin ist, was darin ist)[10]. Es handelt sich hierbei um Vorträge, die er seinen Schülern hielt; genauso wie Madschalis-i Sabʿa (Sieben Sitzungen), die er vor seinem Zusammentreffen mit Schams vor der Öffentlichkeit hielt.

## Lehre
Die Lehre Maulanas (Rumis) basiert darauf, dass er die Liebe als die Hauptkraft des Universums ansah. Genauer gesagt ist das Universum ein Harmonisches Ganzes, in dem jeder Teil mit allen anderen in einer Liebes-Beziehung steht, die wiederum einzig und allein auf Gott gerichtet ist und nur durch seine Liebe überhaupt Bestand haben kann.
Der Mensch, der als ein Teil dieses harmonischen Ganzen geschaffen ist, kann die Harmonie mit sich selbst und dem Universum nur erreichen, wenn er lernt, Gott zu lieben. Seine Liebe zu Gott wird ihn dazu befähigen, nicht nur seine Mitmenschen, sondern alles von Gott Geschaffene lieben zu können.
Gott durch Liebe näher zu kommen ist für Maulana, wie für die meisten Sufis, der Weg zur wahren Erfüllung im Leben. Der Grund für seine Berühmtheit ist, dass er die Fähigkeit besaß, diese Lehre in Poesie wiederzugeben.
Die ihm, eventuell fälschlich, zugeschriebenen Verse drücken dieses Verständnis aus:

Komm! Komm! Wer du auch bist!

Wenn du auch Götzendiener oder Feueranbeter bist.

Komm wieder! Dies ist die Tür der Hoffnung, nicht der Hoffnungslosigkeit.

Auch wenn du tausendmal dein Versprechen gebrochen hast.

Komm! Komm wieder!

Er beschrieb mit derselben Sprachgewandtheit die Freude, Gott näher zu kommen, wie die Trauer, von Gott getrennt sein zu müssen. Wie andere mystische Dichter bezeichnete er Gott als den Geliebten und die menschliche Seele, die auf der Suche nach Gott ist, als den Liebenden.

Besonders bekannt sind auch seine Vierzeiler, die in knappen Worten Lebensweisheiten ausdrücken: 

„Glaubst du, ich weiß, was ich tue?
Dass ich einen Atemzug lang oder einen halben mir selber angehöre?
Nicht mehr, als eine Feder weiß, was sie schreibt,
oder der Ball vermuten kann, wohin er gleich fliegt.“

Ein berühmtes Gedicht aus dem Mas̱nawī-e ma‘nawī, das von Friedrich Rückert (1788–1866) vorzüglich ins Deutsche übertragen wurde, behandelt den Transformationsprozess des menschlichen Daseins und erinnert an den buddhistischen Kreislauf des Lebens, aber auch an Aspekte des Neuplatonismus.

## UNESCO und sein 800. Jubiläum
UNESCO hat das Jahr 2007 zum Jahr von ‚Rumi-Balkhi‘ erklärt. Aus Anlass seines 800. Geburtsjahres ließ die Weltorganisation eine ‚Rumi-Balkhi‘-Medaille prägen.

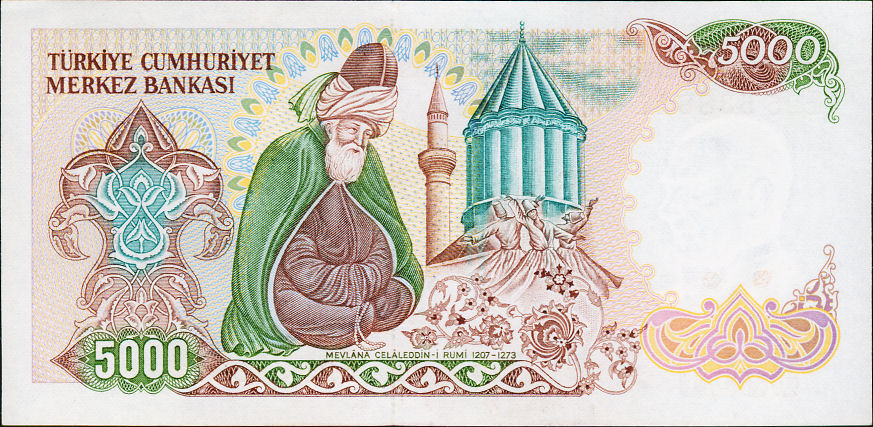
Typische Darstellung Rumis auf einer türkischen Banknote

### Primärtexte
Diwan
- Nevit Oğuz Ergin (Hrsg.), California 2000 (auf der Basis der türkischen Übersetzung von Golpinarli)
- Arthur John Arberry: Mystical poems of Rumi, first selection, poems 1-200. University of Chicago Press, 1968; Ders.: Mystical poems of Rumi, 2: second selection, poems 201-400. University of Chicago Press.
- Reynold A. Nicholson: Selected Poems from the Divani Shamsi Tabriz. Cambridge 1898 (Auswahl); S. Bogdanov: The Quatrains. In: JASB Band 1, 1935, S. 65–80.
- Spirituelle Liebesgedichte. Zweihundert Ghasele aus dem Diwan-e Schams-e-Tabrizi. Ausgewählt und übersetzt von Otto Höschle. Chalice Verlag, Xanten 2023, ISBN 978-3942914-62-8

Mathnawi
- Arthur J. Arberry: Tales from the Masnavi. 1961; ders.: More Tales from the Masnavi. 1963 (gekürzt, insb. nur die eigentlichen Erzählungen)
- Jawid Mojaddedi: Rumi: The Masnavi. Book One, 2004 und ders.: Rumi: The Masnavi. Book Two, 2007 (gereimte Übertragung)
- Reynold A. Nicholson: The Mathnawí of Jalálu'ddín Rúmí (mit engl. Übers.), London 1924–40 (vollständiger Text; Bände 7 und 8 mit vollständigem Kommentar)
- Dschalal ad-Din Rumi: Das Lied der Flöte. (Zweisprachige Ausgabe der 51 Verse des Inhaltsverzeichnisses des Mathnawi, mit Rezitation.) Ins Deutsche übertragen und mit einer Einleitung versehen von Reza Maschajechi. Herausgegeben mit einem Begleitwort von Uta Kutter. Mit CD. Rezitation: Reza Maschajechi und Caroline Wispler; Musik, Vokal und Instrumental: Alev Naqiba Kowalzik; Sound Engineering: Alexander Noelle. Stuttgart: Akademie für Gesprochenes Wort, 2010
- Dschalal ad-Din Rumi: Masnawi – Gesamtausgabe in zwei Bänden. Erster Band: Buch I–III, Xanten: Chalice, 2020, ISBN 978-3-942914-51-2. Zweiter Band: Buch IV–VI, ISBN 978-3-942914-52-9 (Vollständiger Text aus dem Persischen in deutsche Blankverse übersetzt von Otto Höschle)
- Erkan Türkmen: The Essence of Rumi's Masnevi: Including His Life and Works. 1992 (Auswahl, mit persischem Text und Kommentar)
- Eva de Vitray-Meyerovitch: Mathnawi, de Jalâl ud Dîn Rûmî, avec de la collaboration de Jamshid Murtazavi. éd. du Rocher, 1990, ISBN 2-268-01041-4 (vollständiger Text in französischer Übersetzung)
- E. H. Whinfield: Masnavi i Ma'navi: Teachings of Rumi: The Spiritual Couplets of Maulána Jalálu-'d-dín Muhammad i Rúmí. Trübner, London 1887 und Nachdrucke (online; PDF; 1,1 MB)
- Alan Williams: Rumi: Spiritual Verses: The First Book of the Masnavi-ye Manavi (= Penguin classics.). Penguin, London 2006, ISBN 0-14-044791-1 (Übertragung in jambische Fünfheber)

Fihi ma fihi
- Annemarie Schimmel: Maulana Dschelaladdin Rumi: Von Allem und vom Einen, aus dem Persischen und Arabischen. München 2008.
- Arthur John Arberry: Discourses of Rumi. J. Murray, London 1961, 1975, 1993; New York 1972. (online; PDF; 712 kB)
- Wheeler M. Thackston Jr.: Signs of the Unseen: The Discourses of Jalaluddin Rumi. Shambhala Publications, Putney VT 1994, ISBN 1-57062-532-8.

Sonstige Auswahl- und Leseausgaben
- The Essential Rumi. übersetzt von Coleman Barks mit John Moyne, A. J. Arberry, Reynold Nicholson, San Francisco: HarperCollins, 1996, ISBN 0-06-250959-4; Edison (NJ) and New York: Castle Books, 1997, ISBN 0-7858-0871-X. Ausgewählte Gedichte.
- Šams ad-Dīn Aḥmad Aflākī: Die Ruhmestaten der Erkenner Gottes. Manāqeb al-ʿĀrefīn. Übersetzt von Numan Tütüncü, Mohammad Kamran und anderen, herausgegeben von Gerhard Hill. De Gruyter, Berlin/Boston 2024, ISBN 978-3-11-139279-0 (frühe Erzählungen über Rumi und sein Umfeld).
- Johann Christoph Bürgel: Dschalaluddin Rumi: Traumbild des Herzens – Hundert Vierzeiler. Manesse Bücherei Bd. 45, Zürich 1992, ISBN 3-7175-8196-1.
- William C. Chittick: The Sufi Path of Love: The Spiritual Teachings of Rumi. 1983 (thematisch geordnete Auswahl aus verschiedenen Werken)
- Ibrahim Gamard: Rumi and Islam: Selections from His Stories, Poems, and Discourses, annotated and explained, 2004
- Ali Ghazanfari (Übersetzer/Interpret), Ǧalāl-ad-Dīn Rūmī: Gipfel der Liebe. Ausgewählte Vierzeiler von Rumi; persisch-deutsch. Zweisprachige Ausgabe, Engelsdorfer Verlag, Leipzig 2009, ISBN 978-3-86901-171-4.
- John O’Kane: Shams al-Din Ahmad-e Aflâkî: The Feats of the Knowers of God. 2002 (frühe Erzählungen über Rumi)
- Franklin D. Lewis: Rumi: Past and Present, East and West: The Life, Teachings and Poetry of Jalâl al-Din Rumi. Oneworld, Oxford 2003, ISBN 1-85168-335-6 (mit Übersetzungen ausgewählter Texte).
- Franklin D. Lewis: Rumi: Swallowing the Sun. 2008 (Übersetzungen ausgewählter Texte)
- Liebesmystik: Gedichte aus dem Diwan. ins Dt. übertr. von Reza Maschajechi. Verlag Bibliothek der Provinz, Weitra 2004, ISBN 3-85252-596-9. Dazu Audio-CD Liebesmystik: Gedichte aus dem Diwan, mit Musik gespielt vom Dohnányi-Trio. Verl. Bibliothek d. Provinz, Weitra 2007, ISBN 978-3-85252-809-0.
- Dschalal ad-Din Rumi: Sieh! Das ist Liebe: Gedichte, ausgewählt und übertragen von Annemarie Schimmel. Basel: Sphinx 1993. Neuausgabe: Chalice, Xanten 2019, ISBN 978-3-942914-41-3.
- Annemarie Schimmel: Aus dem Diwan . Reclam, Philipp, jun. GmbH, Verlag (1986) ISBN  978-3150089118.

### Sekundärliteratur
- Türkmen Erkan: The Essence of Rumi's Mathnevi. Misket 1992, ISBN 975-95630-0-2. (engl.)
- Helmut Ritter, A. Bausani: Ḏj̲alāl al-Dīn Rūmī b. Bahāʾ al-Dīn Sulṭān al-ʿulamāʾ Walad b. Ḥusayn b. Aḥmad Ḵh̲aṭībī. In: P. Bearman, Th. Bianquis, C.E. Bosworth, E. van Donzel, W.P. Heinrichs (Hrsg.): Encyclopaedia of Islam.
- William Chittick (Hrsg.): Shems-i Tabrizi: Me and Rumi, The Autobiography of Shems-i Tabrizi. Vorwort von Annemarie Schimmel, Louisville. Fons Vitae, Kentucky 2004 (Kurzrezension)
- Herbert Hopfgartner: Horch mit dem Ohr der Seele den zahllosen Tönen. Musikalische Notizen über den Mystiker Dschelaleddin Rumi. In: Talk Togethet. Nr. 21, Salzburg 2007 (www.talktogether.org)
- Annemarie Schimmel: Rumi: Ich bin Wind und du bist Feuer. Leben und Werk des großen Mystikers. Diederichs Verlag, München 1978; Neuausgabe: Rumi: Ich bin Wind und du bist Feuer. Chalice, Xanten 2017, ISBN 978-3-942914-19-2.
- Annemarie Schimmel: Rumi. Meister der Spiritualität. Herder, Freiburg im Breisgau.